# Wooly Bully
Wooly Bully är en låt komponerad av Domingo Samudio och lanserad av rockgruppen Sam the Sham and the Pharaohs 1965 på MGM Records. Det blev gruppens första och största hitsingel. Låten är uppbyggd kring den "klassiska" bluestolvan och en elorgel håller takten. "Wooly Bully" var namnet på Samudios katt, och att man använde den titeln berodde på att skivbolaget inte ville spela in en låt med namnet "Hully Gully" som låten först hette, då man kände till en annan låt med liknande titel. "Wooly Bully" är något av en blandning av rockmusik och mexikansk conjunto, vilket brukar kallas "tex-mex". I låtens början räknar även Samudio ner på en blandning av spanska och engelska; -Uno, dos, one, two, tres, quatro. Enligt Samudio själv var den inspelning av låten som släpptes på singel den första tagingen av låten, och den var i hög grad improviserad.
Wooly Bully har varit med på soundtracket till ett flertal filmer, till exempel Full Metal Jacket, Scrooged, Monsters vs aliens och Kenny Begins.

## Listplaceringar
| Lista (1965)   | Position              |
| -------------- | --------------------- |
| Finland        | 18                    |
| Flandern       | 1                     |
| Frankrike      | 5                     |
| Nederländerna  | 1                     |
| Norge          | 7 (VG-lista)          |
| Storbritannien | 11                    |
| Sverige        | 2 (Kvällstoppen)      |
| Sverige        | 3 (Tio i topp)        |
| USA            | 2 (Billboard Hot 100) |
| Vallonien      | 3                     |
| Västtyskland   | 2                     |
| Österrike      | 3                     |